# سوگنفیورد
سوگنفیورد(به انگلیسی: Sognefjord) یک فیورد یا آبدره در محدودهٔ شهرداری سوگن، دراستان وستلند، در کشور نروژ است. سوگنفیورد، طولانی‌ترین و عمیق‌ترین آبدرهٔ نروژ، دومین آبدرهٔ طولانی جهان و طولانی‌ترین آبدرهٔ باز جهان است.
طول آبدرهٔ سوگنه، ۲۰۵ کیلومتر است. عمق سوگنفیورد، در عمیق‌ترین نقطه، حدود ۱۳۰۳ متر و بیشتر است. در دهانهٔ این آبدره، کاهش ارتفاع شدید است و عمق سوگنفیورد، در نزدیکی دهانه به ۱۰۰ تا ۲۰۰ متر می‌رسد.
عرض آبدرهٔ سوگنه، بین کمتر از ۱ کیلومتر تا بیشتر از ۵ کیلومتر متغیر است. در نزدیکی لیکانگر، عریض‌ترین قسمت واقع شده‌است.
از آبدرهٔ سوگنه، رودخانه‌های متعددی خارج شده؛ و آبدره، دارای شاخه‌های متعددی است، که هر یک، نام خاص خود را دارند.

## منظره سوگنفیورد
در خشکی، سوگنفیورد، مستقیماً به سمت شرق، با عرض نسبتاً یکنواختی، پیش می‌رود. قسمت بیرونی آن، بین جزایر در شمال و در جنوب، دریای سوگن، نامیده می‌شود. شاخه‌های داخلی آبدره آرایش کوهستانی و گاه بسیار بلندی به وجود آورده‌است. این بلندی‌ها که فاصله چندانی با مرکز آبدرهٔ سوگنه، ندارند، در نقاطی به ارتفاع ۲۲۰۴ متر بالاتر از سطح دریا می‌رسند.
در بخش بیرونی، ساحل سوگنفیورد، که ارتفاع زیادی در این قسمت ندارد، پوشیده از جنگل و به‌طور پراکنده، مسکونی است. در قسمت میانی و داخلی، پهلوهای آبدره شیب دار بوده و اختلاف ارتفاع به سمت شرق افزایش می‌یابد.

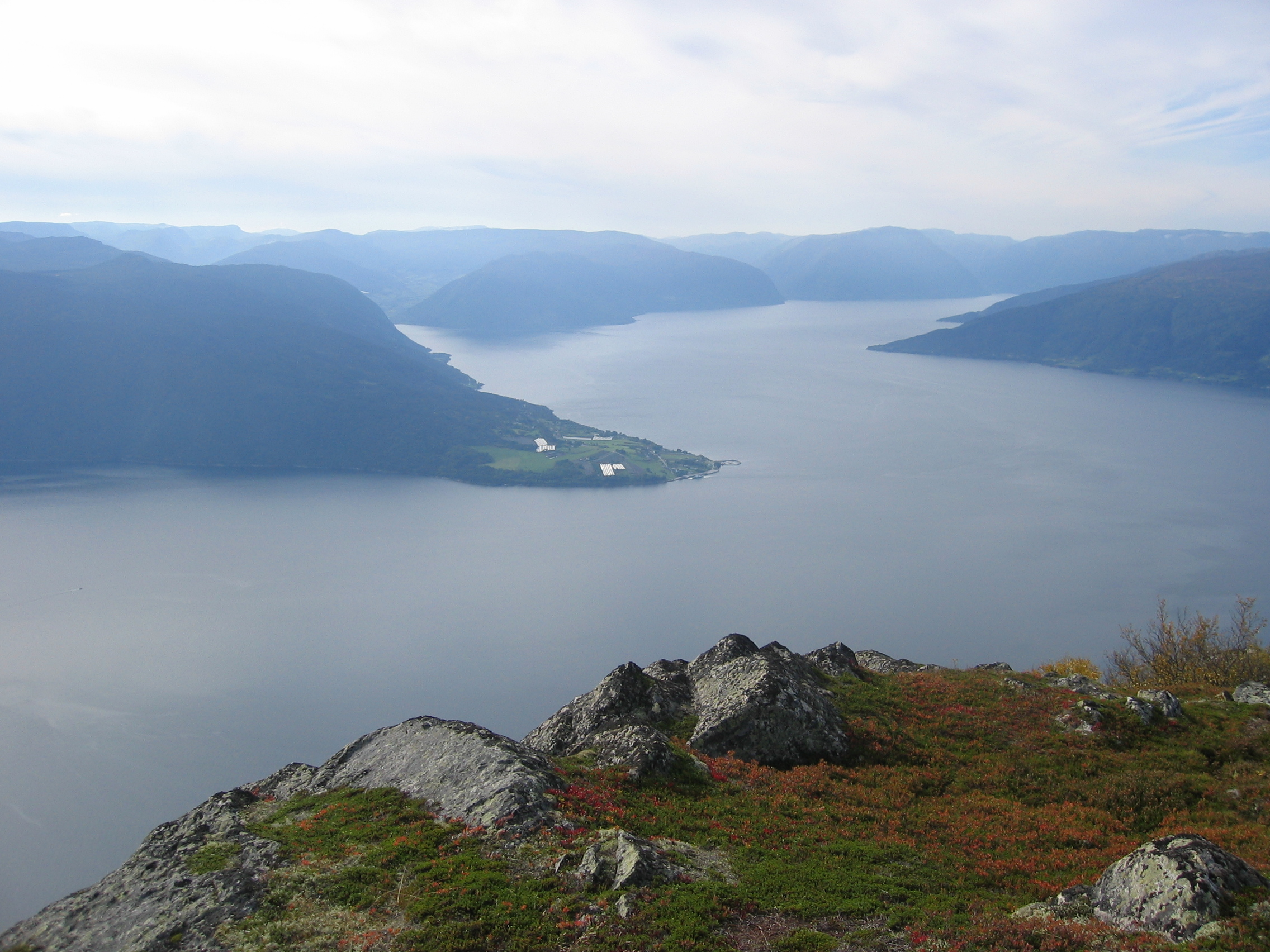
نمای سوگنفیورد، از ونگسنس

نکته قابل توجه دیگر این است که در قسمت بیرونی، شاخه‌های آبدره کوتاه هستند، در حالی که رو به سمت شرق، به شکل قابل ملاحظه ای بلندتر می‌شوند.
در قسمت مرکزی و داخلی سوگنفیورد، سواحل خلیج‌های کوچک، سرسبز بوده؛ و به‌طور پراکنده زیر کشت قرار دارند. به خصوص کشت بوتهٔ میوه‌هایی از قبیل تمشک؛ و پرورش دام رواج بیشتری، در منطقه دارند. در این قسمت، ارتفاع کوه‌های کناره آبدره، نسبت به بخش خارجی و نزدیک به دریای آزاد، افزایش می‌یابد. در یوتونهایمن، ارتفاع کوه‌ها از ۲۲۰۰ متر بالاتر از سطح دریا نیز، فزونی پیدا می‌کند. در جنوب سوگندال، بلندترین برجستگی، با ارتفاع ۲۸۵۰ متر قرار گرفته‌است.